# Paracordyloporus grassei
Paracordyloporus grassei är en mångfotingart som beskrevs av Demange 1968. Paracordyloporus grassei ingår i släktet Paracordyloporus och familjen Chelodesmidae. Inga underarter finns listade i Catalogue of Life.